# Vitorino Nemésio
Vitorino Nemésio Mendes Pinheiro da Silva (Praia da Vitória, 1901 – Lisbona, 1978) è stato un letterato e insegnante portoghese nato nelle Azzorre.
Sia la sua attività poetica sia quella accademica furono di grande valore per la letteratura e la lingua portoghese del XX secolo. Lo humor e lo sperimentalismo lo avvicinano alla linea del Modernismo di Fernando Pessoa, anche se non ne fece mai parte. Frequentò la facoltà di legge a Coimbra dove conobbe José Régio, con cui lavorò al giornale Humanidade: Quinzenàrio de Estudantes de Coimbra. Fu professore universitario a Lisbona, Bruxelles e Montpellier.
Il suo scritto più popolare al tempo e in seguito è stato Mau Tempo No Canal (Maltempo nel canale, 1945), romanzo che getta luce sulla società tipicamente insulare delle Azzorre.